# شهرستان سامویلوفسکی
شهرستان سامویلوفسکی (به لاتین: Samoylovsky District) یک شهرستان در روسیه است که در استان ساراتوف واقع شده‌است.